# Technická správa komunikací hl. m. Prahy
Technická správa komunikací byla vytvořena 1. července 1967 vyčleněním z organizace Pražské komunikace. Od 1. července 1977 do roku 1986 existovala jako organizační složka (podnik) Dopravních podniků hl. m. Prahy (zkratka DP-TSK). V roce 1987 byla zrušena a její činnost začleněna zpět do koncernového podniku Pražské komunikace.
Technická správa komunikací hl. m. Prahy (oficiální zkratka TSK HMP, IČ 63834197, neoficiálně zkracováno též jako TSK, TSK Praha, TSK hl. m. Prahy apod.), založená 29. června 1989 ke dni 1. července 1989, byla příspěvková organizace hlavního města Prahy, jejímž prostřednictvím město zajišťovalo rozvoj, výstavbu, správu, údržbu a opravy pozemních komunikací a některého dalšího městského majetku na území Prahy. Další náplní činnosti organizace byla konzultační a návrhová činnost se zaměřením na organizaci, řízení a komplexní řešení dopravy. V srpnu 2008 měla kolem 270 zaměstnanců, většinu činností zajišťovala prostřednictvím subdodavatelů – nezaměstnávala v pracovním poměru žádné dělnické profese zaměřené na správu svěřeného majetku. Činnosti mají být v rámci transformace od roku 2014 postupně převáděny na akciovou společnost. Správu komunikací ukončila 31. března 2017, od té doby již existuje jen formálně kvůli právům a závazkům, které se ještě nepodařilo převést na akciovou společnost.
Technická správa komunikací hl. m. Prahy, akciová společnost (TSK, TSKAS) byla založena 19. června 2014 přijetím stanov společnosti jediným zakladatelem a jediným akcionářem, hlavním městem Prahou, usnesením č. 40/19 Zastupitelstva hl. m. Prahy, v souladu s § 59 zákona o hlavním městě Praze. Dne 30. září 2014 byla zapsána do obchodního rejstříku pod IČ 03447286. Po dobu koexistence dočasně upravuje vztahy mezi příspěvkovou organizací a akciovou společností jejich vzájemná smlouva. Smlouva předpokládá postupné převedení činností z příspěvkové organizace na akciovou společnost, avšak počítá i s variantou, že by některé činnosti zůstaly v působnosti příspěvkové organizace. Správu komunikací převzala od 1. dubna 2017.

## Historie

### Městské organizace
Po roce 1945 byla správa komunálního hospodářství, mostů, přívozů, koupališť, fontán i věžních hodin řízena Ústředním národním výborem hlavního města Prahy. Zřizovací listinou z 15. dubna 1949 vznikly Technické služby hl. m. Prahy jako komunální podnik. Roku 1963 byla založena organizace Pražské komunikace, která měla ve správě městské pozemní komunikace. K 1. červenci 1967 z ní byla vyčleněna Technická správa komunikací jako samostatná organizace.
Od 1. července 1977 existovala Technická správa komunikací jako organizační složka (podnik) Dopravních podniků hl. m. Prahy (zkratka DP-TSK).
V letech 1987–1989 byla Technická správa komunikací zrušena, její činnost a pracovníci začleněni do koncernového podniku Pražské komunikace. Některé činnosti jako např. správa komunikací, dopravního značení, zeleně byly členěny územně v tzv. oblastních závodech, správa mostů, tunelů a kolektorů byla zahrnuta do nově zřízeného „Závodu inženýrských objektů“. Tento závod se pak stal základem pro obnovení samostatné rozpočtové organizace.
Jako samostatný subjekt byla Technická správa komunikací hl. m. Prahy zřízena ke dni 1. července 1989, a to rozhodnutím č. 13/15/P plenárního zasedání Národního výboru hl. m. Prahy dne 29. června 1989. Předposlední zřizovací listina byla vydána v listopadu 1994 a byla čtyřikrát změněna, další zřizovací listina byla platná od 1. ledna 2001 a byla nejméně šestkrát změněna. Nedílnou součástí nynější zřizovací listiny je smlouva mezi organizací a jejím zřizovatelem.
K 1. lednu 2008 byla do TSK HMP na základě výsledků auditu sloučením začleněna po 41 letech existence dosavadní samostatná příspěvková organizace Ústav dopravního inženýrství hl. m. Prahy (část jejích činností byla převedena též do Útvaru rozvoje hl. m. Prahy a Odboru dopravy MHMP). Zrušení renomované organizace bylo předmětem protestů skupiny jejích pracovníků z iniciativy Martina Šubrta, úspora odhadovaná auditem byla 27 pracovníků a 8,5 milionu Kč ročně. Vzhledem k dosavadnímu renomé ÚDI Praha používá TSK HMP její logo vedle svého hlavního loga. 
TSK HMP byla jedním ze 6 zakládajících členů Českého a slovenského sdružení správců městských komunikací se sídlem v Brně, které bylo založeno dne 21. ledna 1992 v Ostravě (a roku 1995 utlumeno), a Sdružení správců městských komunikací se sídlem v Praze, který bylo založeno k 1. lednu 1996 a sdružuje 9 obdobných organizací z největších českých měst.

### Transformace v akciovou společnost
V roce 2014 byla jmenována pracovní skupina k prověření možnosti změny právní formy TSK z příspěvkové organizace na obchodní společnost. Byla složená ze zástupců politických klubů zastupitelstva hl. m. Prahy za TOP 09, ČSSD, ODS a Nezávislých, ze zástupkyně ředitele Magistrátu hl. m. Prahy pro sekci finanční a správy majetku a ze zaměstnanců TSK. Z analýz vyplynula jako optimální akciová společnost s dualistickou strukturou, vlastněná hlavním městem Prahou. Podle náměstka primátora Jiřího Nouzy tato forma může být zřízena jako nezisková a v případě hlavního města je efektivně využívána i u jiných významných městských podniků. Kontrola nad majetkem může být vícestupňová, zahrnující představenstvo, dozorčí radu a Radu hl. m. Prahy zastupující valnou hromadu jako jediný akcionář. Transformaci přichystalo vedení města pod vedením primátora Tomáše Hudečka. Transformace měla vést k úspoře až 40 milionů korun ročně, přičemž roční rozpočet TSK se ročně pohyboval kolem 500 milionů.
Podle původních plánů měla příspěvková organizace zaniknout s koncem roku 2014. Odklad způsobilo zamýšlené a nakonec neuskutečněné převedení části Pražských služeb pod TSK.
Technická správa komunikací hl. m. Prahy, akciová společnost (TSKAS) byla založena 19. června 2014 přijetím stanov společnosti jediným zakladatelem a jediným akcionářem, hlavním městem Prahou, usnesením č. 40/19 Zastupitelstva hl. m. Prahy, v souladu s § 59 zákona o hlavním městě Praze. Dne 30. září 2014 byla zapsána do obchodního rejstříku pod IČ 03447286. Základní kapitál je 100 milionů Kč a je rozdělen na 10 kusů kmenových listinných akcií na jméno o jmenovité hodnotě každé akcie 10 milionů Kč. K 22. říjnu 2016 přesídlila z adresy Řásnovka 783/1 na adresu Řásnovka 770/8. Od roku 1. ledna 2022 sídlí společnost na adrese Veletržní 1623/24.
Vzájemné vztahy mezi příspěvkovou organizací a akciovou společností pro období jejich koexistence upravila smlouva z 1. 10. 2014. Příspěvková organizace byla k datu podpisu smlouvy uživatelem budovy na adrese Řásnovka 770/8 a akciové společnosti ji pronajímala akciové společnosti jako spoluuživateli k bezplatnému užívání, přičemž nájemce se zavazoval nést poměrnou část nákladů spojených s užíváním. Současně příspěvková organizace zůstala poskytovatelem telefonického a datového připojení pro obě organizace. Každá z organizací má své vlastní zaměstnance, ale smlouva upravuje možnost dočasného přidělení zaměstnanců jedné organizace k práci u druhé organizace. Smluvní strany se zavázaly smlouvu nevypovědět ani od ní neodstoupit po celou dobu, kdy bude hlavní město Praha připravovat a realizovat převod činností z příspěvkové organizace na akciovou společnost. Pokud by však hlavní město Praha v budoucnu deklarovalo, že akciová společnost nepřebere činnosti příspěvkové organizace v plném rozsahu, platnost smlouvy zanikne s tím, že smluvní strany jsou povinny se vypořádat podle zásad uvedených v této smlouvě a podle zákonných ustanovení. Za příspěvkovou organizaci smlouvu podepsal Ladislav Pivec, pověřený řízením organizace, za akciovou společnost předseda představenstva Miroslav Svoboda a místopředseda představenstva Jan Vidím. Místopředseda představenstva akciové společnosti Ladislav Pivec (který je zároveň pověřen řízením příspěvkové organizace) byl s účinností od 26. října 2015 pověřen právním jednáním akciové společnosti vůči zaměstnancům.
Podle zprávy z 22. října 2015 měla být transformace dokončena do 1. ledna 2016. V rámci transformace mělo být propuštěno několik desítek zaměstnanců z celkového počtu kolem 320. Podle zprávy z 21. července 2016 měla rada schválit transformaci TSK v polovině srpna 2016.
TSK, a.s. byla založena 19. června 2014 přijetím stanov společnosti jediným zakladatelem a jediným akcionářem, hl. m. Prahou, usnesením č. 40/19 Zastupitelstva hl. m. Prahy ze dne 19. 6. 2014, v souladu s § 59 zákona č. 131/2000 Sb., o hlavním městě Praze. Dne 30. září 2014 byla společnost zapsána do obchodního rejstříku. Důvodem založení TSK, a.s. byl záměr postupné transformace příspěvkové organizace na akciovou společnost, a s tím související zefektivnění činnosti a úspora finančních prostředků.
Dne 12. ledna 2017 hlavní město Praha uzavřelo s TSK a.s. Smlouvu o zajištění správy majetku a o výkonu dalších činností mezi hl. m. Prahou a TSK, a.s., na základě které vykonává TSK a.s. od 1. dubna 2017 správu komunikací a související činnosti. Zastupitelstvo hlavního města Prahy schválilo svým usnesením č. 25/13 dne 30. března 2017 změnu zřizovací listiny příspěvkové organizace s účinností od 1. dubna 2017. 31. března 2017 pak Rada hl. m. Prahy usnesením č. 729 schválila dohodu o ukončení obdobné smlouvy z 28. prosince 2000 s příspěvkovou organizací TSK a usnesením č. 730 první dva dodatky k lednové smlouvě s TSK a.s. Na akciovou společnost byla z příspěvkové organizace převedena práva a povinnosti z pracovně-právních vztahů a akciová společnost formou recepce převzala interní předpisy příspěvkové organizace, přičemž základní vnitřní předpisy (organizační řád, pracovní řád, podpisový řád, mzdový předpis, směrnice BOZP, směrnice pro zadávání veřejných zakázek aj.) byly vydány nově a tyto i další předpisy byly průběžně aktualizovány.
Změnou zřizovací listiny byl účel příspěvkové organizace omezen na vedení právních jednání souvisejících s dosavadními činnostmi v rozsahu, v jakém dosud vykonávala správu majetku, a to až do doby, než bude možné práva a závazky z těchto právních jednání převést na TSK, a.s. U smluvních vztahů příspěvkové organizace byly uzavřeny třístranné dohody o postoupení práv a povinností s příspěvkové organizace na akciovou společnost. Formou dodatků byl upraven zejména způsob financování, protože dříve byly práce fakturovány hl. m. Praze, nově akciové společnosti TSK.

## Organizační uspořádání

### Vedení a organizační uspořádání TSK hl. m. Prahy
Statutárním orgánem je ředitel, kterého jmenuje a odvolává Rada hlavního města Prahy. V roce 1992 byl ředitelem Jan Chudomel, od roku 1993 Petr Borový. Dd července 2003 do 31. března 2013 byl ředitelem Luděk Dostál. Od té doby byla tato pozice uprázdněna a vedením podniku byl pověřen první náměstek ředitele Ladislav Pivec.
Od 1. května 2016 byl řízením příspěvkové organizace dočasně pověřen Jiří Sládek. V červenci 2016 vedení města zrušilo výběrové řízení na ředitele příspěvkové organizace TSK. Žádný z osmi kandidátů neuspěl a město podle náměstka primátorky Petra Dolínka hodlalo vypsat novou soutěž.
Pro označení organizačních útvarů se používal systém čtyřciferných čísel (obdobně jako v Dopravním podniku hl. m. Prahy, kde se do roku 2006 používala pěticiferná čísla a nyní šesticiferná). Organizace se členily na úseky, v jejichž čele stáli většinou náměstci ředitele, úseky na oddělení: oproti dřívějšku byl odbourán stupeň „odbor“ mezi úseky a odděleními.
Útvary spadající přímo pod ředitele (například oddělení interního auditu a kontroly) začínaly číslicí 9. Zřízeny byly tyto úseky:
- 8000 úsek vnitřních věcí (sekretariát ředitele, tiskový mluvčí, právní oddělení, oddělení personalistiky a mezd, zakázkové oddělení)
- 1000 správní úsek (oblastní správy Centrum, Sever, Východ, Jih, Jihozápad a Severozápad, oddělení přípravy a řízení údržby komunikací, oddělení kanalizačních staveb, oddělení dopravního značení, oddělení vážení vozidel)
- 2000 technicko-investiční úsek (oddělení technického plánu, oddělení svodné komise, oddělení přípravy a realizace investic, oddělení přípravy a realizace oprav, oddělení laboratoře, oddělení koordinace, cyklokoordinátor (jímž byl Petar Introvič), specialista projektů EU a SFDI, cenový specialista)
- 3000 ekonomicko-obchodní úsek (obchodní oddělení, oddělení financování a účtáren, oddělení hospodářské správy)
- 5000 úsek informatiky (oddělení technického zabezpečení IT a přenosu dat, oddělení pasportu, oddělení informačního rozvoje)
- 6000 úsek speciálních staveb (oddělení autobusových stanovišť, nábřežních zdí a P+R, oddělení tunelů, oddělení mostů)
- 7000 úsek dopravního inženýrství (bývalý Ústav dopravního inženýrství; oddělení provozu telematických systémů, oddělení rozvoje dopravního systému a BESIP - nověji vnitřní oddělení ÚDI, oddělení projektování organizace dopravy, oddělení projektování řízení dopravy, oddělení modelování dopravy, oddělení dopravně-inženýrských analýz)

Základní správa komunikací byla členěna do šesti oblastí, Centrum (Praha 1, 2, 3), Sever (Praha 8 a 9), Východ (Praha 10), Jih (Praha 4), Jihozápad (Praha 5) a Severozápad (Praha 6).

### Vedení a organizační uspořádání TSK a. s.
Na 34. zasedání představenstva TSK a.s., které se konalo dne 1. 6. 2017, byl schválen organizační řád společnosti. V systému vnitřní struktury je zřízeno představenstvo a dozorčí rada jako orgány společnosti. Představenstvo rozdělilo obchodní vedení společnosti mezi své členy a pověřilo je přímým a samostatným řízením jednotlivých sekcí společnosti. Společnost řídí představenstvo tvořené předsedou představenstva a dvěma místopředsedy představenstva. Předseda představenstva vykonává pozici generálního ředitele společnosti, ostatní členové představenstva vykonávají pozice odborných náměstků generálního ředitele. Výkonný management představují ředitelé odborných úseků, kteří řídí činnost jim podřízených oddělení.
Předsedou představenstva byl do 29. dubna 2019 Petr Smolka, od 29. dubna 2019 Jozef Sinčák. Dalšími členy představenstva jsou místopředsedové Filip Hájek, Josef Richtr a řadový člen Martin Pípa. Dozorčí radu k 1. listopadu 2023 tvoří Marek Paris, Martin Jedlička, Pavel Dobeš, Adam Scheinherr, Luděk Dostál, Gabriela Lněničková a Martin Duška.
V čele společnosti předseda představenstva, který je zároveň generálním ředitelem společnosti a podléhá jejímu představenstvu. Pod ním je sekce vedení společnosti, kterou vede sám, a další čtyři sekce vedené členy představenstva, kteří jsou zároveň náměstky generálního ředitele. Sekce se dále člení na úseky a úseky na oddělení.
- 1000 Představenstvo TSK (k 1. 11. 2023[16])

- -     - 1001 Sekce služeb veřejnosti, právní a veřejných zakázek a odborných správ
    - 1005 Odd. interního auditu a compliance
    - 1006 Odd. personální
    - 1008 Odd. marketingu, PR a komunikace

- -     - 1107 Úsek služeb veřejnosti
    - 1109 Odd. svodné komise
    - 1110 Odd. koordinace a zvláštního užívání komunikací
    - 1112 Odd. obchodní

- -     - 1213 Úsek právní a veřejných zakázek
    - 1214 Odd. právní a corporate governance
    - 1215 Odd. zakázkové
    - 1216 Odd. majetkosprávní

- -     - 1317 Úsek odborných správ
    - 1318 Odd. správy mobiliáře
    - 1320 Odd. správy komunikací
    - 1326 Odd. správy zeleně
    - 1327 Odd. letní a zimní údržby komunikací
    - 1328 Odd. správy odvodňovacích zařízení
    - 1329 Odd. centrálního dispečinku
    - 1330 Odd. správy dopravního značení

- -     - 2002 Sekce telematiky a dopravního inženýrství

- -     - 2131 Úsek dopravního inženýrství
    - 2132 Oddělení dopravních analýz a DI koordinace
    - 2134 Odd. organizace dopravy
    - 2135 Odd. modelování dopravy
    - 2137 Odd. řízení dopravy

- -     - 2238 Úsek telematiky
    - 2239 Oddělení provozu HDŘÚ a DIC
    - 2240 Oddělení správy telematických systémů

- -     - 3003 Sekce ekonomiky, informatiky a dopravy v klidu
    - 3047 Odd. hospodářské správy

- -     - 3148 Úsek ekonomický
    - 3133 Odd. rozpočtu a controllingu
    - 3149 Odd. účtování AS
    - 3150 Odd. účtování MHMP

- -     - 3251 Úsek informatiky
    - 3252 Odd. informačního rozvoje a GIS
    - 3262 Odd. podpory a provozu IT
    - 3269 Odd. CDSw
    - 3270 Odd. aplikací a business analýz

- -     - 3365 Úsek dopravy v klidu
    - 3345 Odd. správy parkovacích objektů
    - 3346 Odd. správy ZPS
    - 3366 Odd. správy parkovacích technologií

- -     - 4004 Sekce investiční
    - 4041 Odd. kontroly kvality staveb
    - 4055 Odd. správy tunelů

- -     - 4056 Úsek správy mostních a speciálních objektů

- -     - 4157 Úsek investiční
    - 4142 Odd. akreditované laboratoře
    - 4158 Odd. přípravy staveb
    - 4159 Odd. realizace staveb
    - 4160 Odd. řízení a koordinace oprav
    - 4161 Odd. přípravy a realizace bezmotorové dopravy + BESIP + PBB
    - 4168 Odd. běžné údržby komunikací

## Sídlo a pracoviště
Sídlo organizace bylo po dlouhá léta ve Štefánikově ulice na Smíchově (dříve třída S. M. Kirova), v roce 2007 však organizace přesídlila do Řásnovky na Starém Městě, na adresu Řásnovka 770/8. Tam je umístěna většina pracovišť (v době příspěvkové organizace 9000 ředitel se sekretariátem 8001 a tiskovým mluvčím 8002, 8000 úsek vnitřních věcí, 8100 právní oddělení, 8200 oddělení personalistiky a mezd, 8300 oddělení zakázek, 9020 oddělení kontroly a interního auditu, 1000 správní náměstek se sekretariátem 1001, 1700 odbor přípravy a řízení letní a zimní údržby komunikací, 1800 oddělení kanalizačních staveb, 1900 oddělení dopravního značení, 2000 investiční náměstek se sekretariátem 2001, 2100 oddělení technického plánu, 2300 oddělení přípravy a realizace investic, 2400 oddělení přípravy a realizace oprav, 2700 oddělení strategických investic, 3000 ekonomicko-obchodní náměstek se sekretariátem 3001, 3100 oddělení obchodní, 3200 oddělení hospodářské správy, 3300 oddělení financování a účtáren, 5000 technický náměstek se sekretariátem 5001, 5100 oddělení technického zabezpečení IT a přenosů dat, 5200 oddělení pasportu, 5300 oddělení informačního rozvoje a GIS, 5400 oddělení svodné komise, 5600 oddělení koordinace, 6000 náměstek pro speciální stavby se sekretariátem 6001, 6300 oddělení mostů, 7000 1. náměstek - úsek dopravního inženýrství, 7001 sekretariát, 7200 oddělení dopravně-inženýrské koordinace (od roku 2016 i analýz), 7300 oddělení organizace dopravy, 7400 oddělení řízení dopravy, 7500 oddělení modelování dopravy.).
Dalšími pracovišti jsou:
- Na bojišti 1452/5, Praha 2-Nové Město – oblastní správa Sever, Oddělení provozu telematických systémů a vážení, oddělení dispečinku IIKS, dříve oddělení provozu HDŘU, dříve příprava a řízení letní a zimní údržby komunikací
- pův. Podlipného 942/11, Praha 8-Libeň, nově Lihovarská 1060/12, Praha 9-Libeň – dříve oddělení dopravně-inženýrské koordinace a analýz, nově oddělení řízení dopravy, oddělení AS, NZ a P+R, oddělení zón placeného stání, oddělení dopravních analýz a DI koordinace, oddělení organizace dopravy, oddělení modelování dopravy, oddělení protihluků
- Šermířská 2335/11, Praha 6-Břevnov – oddělení správy tunelů
- Školská 687/13, Praha 1-Nové Město – oblastní správa Centrum pro MČ Praha 1
- Rejskova 1052/1, Praha 2-Vinohrady – oblastní správa Centrum pro MČ Praha 2
- Milíčova 173/24, Praha 3-Žižkov – oblastní správa Centrum pro MČ Praha 3, dříve cenový specialista, nyní oddělení kontroly a interního auditu
- Bezová 1658/1, Praha 4-Braník – oblastní správa Jih
- Ostrovského 253/3, Praha 5-Smíchov (Ženské domovy) – oblastní správa Jihozápad
- Bubenečská 309/15, Praha 6-Bubeneč – oblastní správa Severozápad
- Poděbradská 185/218, Praha 9-Hloubětín – oblastní správa Sever, oddělení telematických systémů a vážení vozidel, oddělení laboratoře
- Krupská 1978/28, Praha 10-Strašnice – oblastní správa Východ

## Zaměstnanci
Zatímco na konci roku 2016 měla akciová společnost pouze 2 zaměstnance, na konci roku 2017 (po převzetí činností po příspěvkové organizaci) jich měla 377. Mezi benefity uvádí poskytování stravenek, předvánoční setkání s důchodci či bezúročné půjčky. Zaměstnanci mají nárok na 5 týdnů dovolené ročně a pracovní dobu mají 40 hodin týdně.

## Činnost

### Správa komunikací
Klíčovou smlouvou pro činnost TSK je smlouva o zajištění správy majetku s hlavním městem Prahou. Příspěvková organizace TSK uzavřela poslední takovou smlouvu 28. prosince 2000 (ta pak měla mnoho dodatků). Dne 12. ledna 2017 hlavní město Praha s TSK a.s. novou Smlouvu o zajištění správy majetku a o výkonu dalších činností mezi hl. m. Prahou a TSK, a.s., souběžně byla ukončena smlouva s příspěvkovou organizací.
K roku 2018 TSK eviduje v Praze 3762 km motoristických místních komunikací, z toho 2216 ve správě TSK a 1546 km ve správě ostatních správců. TSK eviduje na území Prahy 1400 ha nemotoristických komunikací a chodníků, z toho 800 ha ve správě TSK a 600 ha v správě ostatních správců. Na území, které bylo součástí Prahy již před rokem 1974, zajišťuje TSK správu na všech vozovkách místních komunikací. V městských částech připojených v roce 1974 většinou TSK zajišťuje správu pouze na komunikacích vyšších tříd, zatímco obslužné místní komunikace má ve správě přímo městská část, která si své dodavatele volí sama. TSK ve výroční zprávě za rok 2017 neuvádí, že by si u ní některá městská část sama objednávala služby.
Ve smlouvě z roku 2017 se TSK a.s. zavázala pro hl. m. Prahu vykonávat řádnou a odbornou majetkovou, technickou, finanční a obchodní správu, údržbu, opravy a rozvoj spravovaného majetku, mj. silnic II. a III. třídy, místních komunikací, vybraných účelových komunikací. Jako hlavní činnosti TSK na základě této smlouvy lze jmenovat:
- zajištění označování a odstraňování závad ve sjízdnosti a schůdnosti vlivem technického stavu komunikací;
- zajištění blokového čištění komunikací;
- zajišťování údržby kanalizačních staveb;
- zajištění údržby a provozu parkovišť P+R;
- zajišťování provozu tunelů;
- zajištění nepřetržitého dispečinku pro evidenci a řešení závad pozemních komunikací;
- zajišťování koncepční, evidenční a administrativní podpory organizace dopravy a řízení městského silničního provozu;
- koordinaci rozvoje dopravy;
- vedení majetkové evidence hl. m. Prahy;
- vedení části účetnictví hl. m. Prahy související s rozvojem a financováním dopravy;
- zajišťování likvidace neupotřebitelného spravovaného majetku.

Většinu výkonných činností v terénu provádí TSK HMP prostřednictvím svých subdodavatelů, které vybírá a na něž dohlíží. TSK zaměstnává kvalifikované správní techniky, technické specialisty a administrativní pracovníky a uvádí, že nezaměstnává v pracovním poměru žádné dělnické profese.
Kromě místních komunikací a jejich běžného příslušenství (dopravní značky, dopravní zařízení, světelná signalizační zařízení, mosty a lávky, tunely, nábřežní zdi a náplavky, uliční kanalizace, komunikační zeleň, chodníky, fontány a pítka atd.) a činností jako je čištění komunikací, zimní údržba komunikací nebo odtah vozidel z veřejného zájmu má TSK HMP ve správě také například hromadná parkoviště a garáže, zejména parkoviště P+R.
Méně významné komunikace v některých okrajových místních částech připojených k Praze po roce 1970 však zůstaly ve správě městských částí a nespadají do působnosti TSK. Pod TSK nespadá správa veřejného osvětlení, pro niž měla Praha speciální správní organizaci Správa veřejného osvětlení a jejíž činnost byla poté přenesena na soukromou firmu Eltodo, později na THMP.
V srpnu 2019 TSK hl. m. Prahy a. s. hledala firmu, která by se kompletně starala o svislé i vodorovné dopravní značení v Praze, včetně správy přechodného značení, a to obnovu i opravy. Maximální cena zakázky je 76,8 milionu Kč. V centru Prahy je podle tiskové zprávy TSK problém hlavně se sprejery a polepováním značek, na hlavních tazích jsou nejčastější závadou dopravní nehody. Vodorovné značení je údajně na dlažbě obnovováno jednou až dvakrát do roka, jde-li o frekventované místo, na asfaltovém povrchu zhruba jednou za tři roky.

### Zimní údržba komunikací
Povinnost zimní údržby komunikací omezuje nařízení města č. 18/2010 Sb. hl. m. Prahy (ve znění nařízení 18/2014 Sb. hl. m. Prahy), o vymezení místních komunikací a chodníků, na kterých se nezajišťuje sjízdnost a schůdnost odstraňování náledí. Formou mapových příloh nařízení stanoví, které vozovky a chodníky se nemusejí ošetřovat. Pro úklid chodníků platí vyhláška č. 39/1997 Sb. hl. m. Prahy, o schůdnosti místních komunikací.
Každoročně TSK vydává plán zimní údržby komunikací hl. m. Prahy, který je schvalován radou města. Zimní údržbě komunikací je věnován samostatný mapový web. V plánu zimní údržby jsou místní komunikace (vozovky) rozděleny do pořadí 1.A, 1.B, 2 a 3, zvlášť jsou označené komunikace s „externí údržbou“ a neudržované. Z 2216 km motoristických místních komunikací ve správě TSK je 1361 zařazeno do 1. pořadí (dvoupruh), 505 km do 2. pořadí a 302 km do 3. pořadí. U chodníků se rozlišuje pouze 1. a 2. pořadí, v rámci 1. pořadí pak jsou rozlišeny zastávky MHD. Z 800 ha nemotoristických komunikací a chodníků ve správě TSK je 400 ha zařazeno do 1. pořadí a 150 ha do 2. pořadí. Plán se vztahuje na období od začátku listopadu do konce března. V zimním období zasedá každý pátek v budově TSK operační štáb, vedený generálním ředitelem TSK. Operativně řídí zimní údržbu na motoristických místních komunikacích oddělení dispečink IIKS ve spolupráci s oddělením LÚK a ZÚK. O případném odvozu sněhu z komunikací rozhoduje operační štáb nebo generální ředitel. Na nemotoristických komunikacích a chodnících řídí zimní údržbu a odvoz sněhu oblastní správy TSK. V případě vyhlášení kalamitní situace přebírá řízení zimní údržby komunikací krizový štáb hl. m. Prahy.
Zhotovitelem prací i skladovatelem posypového materiálu jsou Pražské služby a.s. Pro případě kalamitní situace je připravena pohotovostní technika, několik jednotlivých strojů od stavebních společnosti Metrostav a.s. a Eurovia a.s. O udržování komunikací na hranicích krajů má TSK uzavřenou smlouvu se SÚS Praha-východ a SÚS Praha-západ. Plán počítá pro I. pořadí s celkovým počtem 70 sypačů s pluhem, pro II. a III. pořadí 51 strojů s tím, že po ukončení prací na I. pořadí vypomůžou i stroje z I. pořadí. U vozů provádějících zásahy na komunikacích I. pořadí je využíván systém sledování vozidel (AVL). Dále má zhotovitel k dispozici 2 sněhové frézy a 1 záložní sypač s pluhem pro operativní zásahy pro potřeby IZS. Zhotovitel využívá tři sklady chemických posypových materiálů: areál Pod Šancemi, areál ATEA Chrášťany a areál Jižní Město. Pro deponaci odvezeného sněhu je povoleno využívat pouze náplavku Dvořákova nábřeží (Na Františku) v místě parkoviště.
Na 22 místech má TSK vlastní meteostanice s čidly teploty, vlhkosti a větru, na 6 místech je systém osazen zařízením pro automatický postřik vozovky.
Zařazení místních komunikací podle stupně důležitosti:
- I.A pořadí: vozovky silnic I. třídy a dopravně důležitých silnic II. třídy a místních komunikací, které navazují na dálnice a rychlostní komunikace, dopravně důležité místní komunikace a svahové komunikace s provozem MHD. Časový limit: zmírnění 2 hodiny, v celé šíři 48 hodin (od výjezdu).
- I.B pořadí: ostatní vozovky silnic I. třídy a dopravně důležitých silnic II. třídy a místních komunikací, po nichž je vedena rozhodující zátěž veřejné hromadné dopravy, linkové osobní dopravy, příjezdové místní komunikace k velkým zdravotnickým zařízením a další významné místní komunikace. Časový limit: zmírnění 4 hodiny, v celé šíři 72 hodin (od výjezdu).
- II. pořadí: zbývající úseky silnic II. třídy nezařazené do I. pořadí, sběrné místní komunikace nezařazené do I. pořadí a důležité obslužné místní komunikace. Časový limit 12 hodin.
- III. pořadí: obslužné místní komunikace nezařazené do II. pořadí. Časový limit: zmírnění 48 hodin, v celé šíři 48 hodin (po ošetření vozovek I. a II. pořadí).

Komunikace I., II. i III. pořadí se ošetřují chemickým rozmrazovacím materiálem, pouze v CHKO a oblastech zdroje pitné vody inertním zdrsňujícím posypovým materiálem. Komunikace zařazené do III. pořadí se ošetřují až po ošetření komunikací zařazených do I. a II. pořadí. Na komunikacích I. pořadí se na výzvu dispečinku IIKS provádí i preventivní posyp nebo postřik. Likvidační posyp se provádí v případě náledí nebo při výšce sněhové vrstvy do 3 cm; při vyšší sněhové vrstvě se kombinuje s pluhováním.
V případě nemotoristických komunikací a chodníků spadají do 1. pořadí zejména přístupové cesty k objektům, v nichž mají sídlo státní orgány ČR, orgány hlavního města Prahy a městských částí, k objektům škol, zdravotnických, sociálních a kulturních zařízení, ke stanicím metra, k vlakovým a autobusovým nádražím, dále pěší zóny, schody a přechodové lávky, zastávky veřejné linkové dopravy a přístup k nim, vybrané chodníky hlavních komunikací. Schůdnost chodníků se zajišťuje pouze v době od 7 do 17 hodin, odstraňování závad na chodnících 1. pořadí nemá přesáhnout dobu 12 hodin a na chodnících 2. pořadí mají být závady odstraněny nejpozději do 17 hodin následujícího dne. Sjízdnost samostatných cyklostezek se zajišťuje pouze v rozsahu 7,1 km. Cyklopruhy na místních komunikacích nejsou udržovány.

### Letní údržba komunikací
Letní údržbou komunikací rozumí TSK hl. m. Prahy zejména blokové čištění, které se na zařazených komunikacích provádí dvakrát do roka: jednou na jaře kolem dubna, kdy je hlavním účelem odstranění zimního posypu, a podruhé na podzim, v souvislosti se spadaným listím. V konkrétních oblastech se provádí vždy během jednoho dne, přičemž v daném bloku je vždy předem přenosnými dopravními značkami vyznačen zákaz stání (zastavení). Plán blokového čištění je prezentován formou interaktivní mapy.

### Odpadkové koše
V rámci rozpočtu na úklid města provozuje TSK přinejmenším část z pouličních odpadkových košů. V roce 2013 kvůli snížení rozpočtu snížila jejich počet z 6494 o 1760. Zároveň omezila i frekvenci svozu odpadu i kropení a blokové čištění ulic. Nově v Praze 1 už jen polovinu košů vyvážela 4× denně a druhou polovinu, včetně Václavského náměstí, jen 2× denně. Z 3723 košů v ostatních městských částech jich 917 bylo i nadále vyváženo 7× týdně, u ostatních byl svoz zredukován na maximálně 3 až 5 svozů týdně.

### Provozování parkovišť
Kromě volně přístupných parkovišť má TSK ve správě též parkoviště hlídaná a většinu parkovišť P+R (kromě tří, která jsou ve vlastnictví a správě Dopravního podniku hl. m. Prahy). Ve všech případech jejich provoz zajišťuje formou pronájmu soukromým subjektům.

### Provozování a pronajímání stanovišť taxislužby
Stanoviště taxislužby jsou v Praze tradičně značena jako vyhrazená parkoviště. Městská vyhláška je od roku 2002 nezahrnuje do obecného užívání pozemních komunikací na základě platných koncesí k provozování taxislužby, ale vyžaduje uzavření smlouvy s TSK, přičemž lukrativnější stanoviště byla od roku 2002 přidělována k pronájmu jednotlivým firmám. Od roku 2018 se ve vedení města objevují snahy o postupné rušení stanovišť taxislužby, mimo jiné proto, že o zpoplatněná stanoviště „není zájem a ti, co o ně zájem mají, často nepodnikají čestně“ a nezpoplatněná už většinou svou funkci vůbec neplní.

### Provozování autobusových stanovišť a zastávek
TSK zajišťovala provozování autobusových stanovišť a autobusových zastávek: s výjimkou zastávek Pražské integrované dopravy, jejichž vybavení zřizuje a vlastní Dopravní podnik hl. m. Prahy, a autobusového nádraží Florenc a autobusového stanoviště Nádraží Holešovice, které vlastní soukromý subjekt ČSAD Praha holding a. s., a několika dalších výjimek (speciální městské linky k obchodním domům) je v Praze zřizování a správa autobusových zastávek a stanovišť již od 90. let 20. století sloučena pod TSK. Meziměstské a dálkové linky tak v Praze staví převážně u jejích modrobílých zastávkových sloupků v provedení obdobném městským, zatímco kulaté značky zastávky zřizované dopravci a odvozené ze zastávkového terče ČSAD se již v Praze nevyskytují. V roce 2009 TSK vybírala dodavatele zakázky „Provozování autobusových stanovišť a nácestných zastávek ve správě TSK hl. m. Prahy“ a v roce 2015 zakázky „Správa a provozování autobusových stanovišť a nácestných zastávek v hl. m. Praze“. Zakázku pro období od 1/2010 do 4/2015 získalo sdružení společností Lasesmed s.r.o., Premio Invest s.r.o. a V-Trade, s.r.o. a společnost Lasesmed s.r.o. jako zástupce sdružení za ni inkasovala přes 76 milionů Kč. V roce 2015 zakázku na období od 6/2015 na 4 roky získala společnost Lasesmed s.r.o., ve smlouvě o dílo jsou uvedeni subdodavatelé Premio Invest s.r.o a V-Trade, s.r.o.
Rada hlavního města Prahy v červenci 2019 schválila převod správy a provozování nácestných zastávek a autobusových terminálů v Praze z TSK na ROPID. ROPID tak má začít zajišťovat informační servis na terminálech Černý Most, Zličín, Na Knížecí, Roztyly a Želivského, v terminálech Zličín a Černý Most i dispečerskou službu. Zároveň má ROPID převzít všechny ostatní zastávkové označníky ve vlastnictví TSK (cca 120 modrých i červených označníků). Cílem má být zlepšit informování cestujících na zastávkách, podobu jednotlivých zastávek a celkové zázemí i komfort na jednotlivých autobusových terminálech. ROPID má služby převzít od 1. září 2019.

### Silniční laboratoř
Silniční laboratoř TSK je podle výroční zprávy z roku 2017 jediným pracovištěm, které poskytuje své služby i mimo území hl. m. Prahy. Původně vznikla jako součást investorské organizace působící v oblasti silničního stavitelství od roku 1967. Provádí zkoušky stavebních směsí, zemin a kameniva, zkoušky na hotové úpravě, měření podélné a příčné nerovnosti povrchu vozovek, zkoušky spojení vrstev, hutnění zásypů a výkopů, rázové i statické zatěžovací zkoušky.

## Korupční kauza
Dne 7. března 2017 provedli členové Národní centrály proti organizovanému zločinu v sídle TSK razii, neboť měli policisté podezření na spáchání trestných činů sjednání výhody při zadání veřejné zakázky, při veřejné soutěži a veřejné dražbě. Mezi obviněné měl podle serveru Neovlivní.cz patřit také Ladislav Pivec, jenž si podle Českého rozhlasu měl podle policie několikrát říci o úplatek ve výši šesti milionů korun. Obvinění do vazby nešli a jsou stíhání na svobodě. V polovině května roku 2017 pak ale server iDNES.cz uveřejnil informaci, že Pivec mezi obviněnými v této kauze není.
Mělo jít o zakázku na údržbu kamerového systému za pět milionů korun v roce 2016, kterou z 9 účastníků soutěže vyhrála společnost Eltodo. Obviněni z úplatkářství měli být lidé ze dvou firem, toto jednání bylo doložené nejméně u pěti zakázek v celkové hodnotě blížící se k miliardě korun. Kriminalisté pak zkoumali dalších 30 zakázek, týkajících se například instalace parkovacích čidel, údržby kamerového systému nebo kabelových rozvodů. Návštěvu vyšetřovatelů potvrdili mluvčí firem Eltodo a Automatizace železniční dopravy (AŽD). Z policejního protokolu vyplývalo, že policisté se podezřením na korupci v TSK zabývali už delší dobu. Náměstek Pivec nakonec obviněn nebyl. Březnová zpráva Českého rozhlasu, že měl být jedním ze tří zadržených, byla v květnu zpochybněna. Podle květnových zpráv byli obviněni dva nižší úředníci správy (vedoucí jednoho z oddělení TSK a jeho podřízená), a jedna firma a její jednatel ze zjednání výhody při zadání veřejné zakázky či podplácení. Všichni tři obvinění byli stíháni na svobodě. Pracovníci TSK údajně převzali od podnikatele různé dárky a úplatky za to, že firmě předávali informace o výběrových řízeních, a upravovali tendry a oslovovali konkrétní firmy na základě požadavků obviněného podnikatele. Zmanipulována byla údajně nejméně tři výběrová řízení, například na měření rychlosti na silnicích. Mluvčí TSK odmítla kauzu komentovat.
V únoru 2018 zastupitel Adam Zábranský kritizoval, že jednotlivé příspěvkové organizace hlavního města vypisují rozsáhlé tendry, ale neinformují o tom pražské zastupitele ani radní, například Technická správa komunikací v roce 2017 zakázku za 16 miliard, o které věděl pouze náměstek Dolínek. Zábranský to označil za naprosto netransparentní a absurdní. Zábranský požádal městskou radu, aby zavedla pro všechny městské společnosti a příspěvkové organizace pravidla o povinnosti informovat radu o veškerých veřejných zakázkách, které vypíší, pokud jejich celková hodnota převyšuje určitou sumu, například 20 milionů Kč.

## Komunikace s veřejností
V médiích se zpravidla za TSK a. s. nevyjadřuje její vedení ani odborní pracovníci, ale tisková mluvčí Barbora Lišková.
TSK zpravidla nepořádá pro veřejnost žádné akce typu dnů otevřených dveří, nerozmisťuje žádné osvětové informační tabule například o zajímavých stavbách ve své správě nebo o své činnosti, nepořádá žádné viditelnější propagační ani informační kampaně. Pokud se na nějaké stavbě pořádá propagační akce, pořádá ji spíše dodavatel, tedy stavební firma. Ani u uzavírek a rekonstrukcí se TSK a. s. příliš nezviditelňuje jako investor. Jedinou významnější publikační činností je vydávání Ročenky dopravy, které převzala od začleněné organizace ÚDI Praha (Ústav dopravního inženýrství hl. m. Prahy), podobně bylo v minulosti vydáno i několik nástěnných map komunikační sítě, o které v pozdější době nebyl mezi případnými odběrateli zájem, a proto byla tato činnost utlumena.
Kromě občasných tiskových zpráv či jiných vyjádřeních pro televizi, tisk či jiná média se TSK a. s. prezentuje především na svém webu.
Web je tvořen několika vrstvami, vzniklými několika fázemi nedokonalého přepracování do nové podoby. Často se tak například z novějšího menu dostaneme na starší stránku se starší verzí obdobného menu, přičemž některé odkazy ani nejsou plně funkční.
TSK hl. m. Prahy a. s. na svém webu nezveřejňuje pasport ani mapu komunikací, které má ve správě, ani přehledové komplexní informace o evidovaném stavu komunikací a jejich součástí a příslušenství, aktuálně evidovaných závadách atd. Na webu se dá najít odkaz na dynamickou interaktivní dopravní mapu Prahy a dále je zde inzerována statická nástěnná mapa PRAHA – síť hlavních komunikací a metra 1: 23 000 (2015) a přehledová mapa Výkon státní správy na pozemních komunikacích hl. m. Prahy k 15. 3. 2012, což je slepá mapa Prahy, na které jsou červeně vybarveny a pojmenovány hlavní tahy, jejichž státní správa spadá pod MHMP a nikoliv pod úřady městských částí, a žlutou barvou dálniční úseky spadající pod státní správu MDČR (po rekategorizaci k 1. lednu 2016 ovšem již neaktuální).
Web má po levé straně menu, které obsahuje tři hlavní sekce: pro veřejnost, pro řidiče a pro cyklisty.
V sekci „pro veřejnost“ jsou především informace, který se týkají zájemců o stavební i komerční zábory komunikací (předzahrádky, filmování, stánky ale i vyhrazené parkování), stavebníků (výkopy, svodná komise, stanoviska k projektové dokumentaci), informace o náhradách škod atd.
V sekci „pro veřejnost“ je také odkaz na hlášení poruch a závad na komunikacích, což je jednoduchý webový formulář, v němž lze závadu lokalizovat prostřednictvím API Google Maps bez propojení na pasporty. K hlášení je možno (nikoliv nutno) přidat nejvýše jednu fotografii, přičemž formulář neumí z jejích metadat vyčíst ani souřadnice, ani datum a čas. Formulář si vynucuje vyplnění názvu ulice i čísla orientačního a popisného, což komplikuje nahlašování v případě nepojmenovaných komunikací nebo závad, které nemají souvislost s číslovanou budovou. Závadu lze přiřadit pouze k bodu v mapě, nikoliv ke konkrétnímu zařízení nebo části komunikace. Povinným kontaktním údajem je pouze e-mail, na něj je však zasíláno pouze automaticky generované shrnutí hlášení. Nahlášené závady se veřejně nezobrazují v žádné mapě, nelze je v na webu dohledat ani v žádném přehledu, ani pomocí identifikátoru hlášení, ohlašovatelům zpravidla nechodí žádné zpětné zprávy o řešení závady. Při vkládání hlášení musí ohlašovatel zařadit hlášení do některé z kategorií (které jsou spíše nahodilé a zdaleka nepokrývají celé spektrum zařízení a činností TSK), a to závady
- na komunikacích – nutno vybrat i jednu ze 13 podkategorií v další úrovni menu, seskupených pod stavební závady (z nichž je možno vybrat pouze výtluk, propadlinu a chybějící dlažbu, a to vždy buď pro vozovku nebo pro chodník), přírodní vlivy (spadlé stromy a větve, sesuvy půdy a zatopená komunikace) a dopravně bezpečnostní značení, čímž se myslí dopravní zařízení zastoupená zde pouze zábradlími, zrcadly, svodidly a výstražnými majáčky,
- na dopravním značení,
- na světelné signalizaci,
- na mostních objektech,
- na tunelech a nábřežních zdech,
- a uličních vpustích.

Zařazení do kategorie však zřejmě nemá žádný přímý vliv na prioritu nebo směrování hlášení.
Pro komunikaci ohledně závad v zimní schůdnosti chodníků však TSK uvádí přímé kontakty na jednotlivé oblastní správy.
V sekci „pro řidiče“ je například odkaz na
- Aktuální dopravu:
  - textové „dopravní informace“ o uzavírkách a dopravních nehodách (chronologicky, bez možnosti filtrování a třídění), v rolovacích seznamech
  - přehled aktuálního počtu volných míst na parkovištích P+R,
  - údaje o aktuálním stupni provozu na asi 27 komunikacích, řazené pravděpodobně podle stupně provozu od nejvyššího (druhé kritérium řazení není zřejmé), stránkováno po 6 položkách
  - záběry přibližně z 30 dopravních kamer, aktualizované přibližně po 1 až 2 minutách, v rolovacím seznamu
  - údaje z meteočidel v rolovacím seznamu (teplota vzduchu, teplota vozovky, po rozkliknutí i síla a směr větru, poloha meteočidla je ale zadaná jen názvem čtvrti nebo ulice)
- dojezdové časy (informace naměřené pomocí systémů firmy CAMEA, odkaz na samostatný web UnicamDiscoverer na doméně TSK)
- dopravní mapa Prahy (Dopravní informační centrum Praha, odkaz na samostatný web na doméně TSK): v mapě jsou ikonky snímků z dopravních kamer, textů proměnných tabulí pro provozní informace, uzavírek a pracovních míst, nehod, meteočidel, stupňů provozu, kolon, parkovišť atd. a mapa umožňuje hledání ulic a adres i plánování trasy. Z mapy však nelze vyčíst správce komunikace ani hlásit závady na komunikaci.
- zóny placeného stání odkazující na samostatný web Parkuj v klidu
- blokové čištění, odkazující na samostatný web Letní údržba vozovek a chodníků na doméně cdsw.cz (City Data Software s.r.o.)
- P+R, odkazující na přehled aktuálního počtu volných míst na parkovištích P+R
- Informace pro řidiče, což je v podstatě stránka s tímtéž menu ze starší verze webu

V sekci „pro cyklisty“ je
- odkaz na web BikeCounter na doméně společnosti Camea, kde jsou aktuální údaje sčítačů cyklistů načítané od počátku aktuálního kalendářního dne, zároveň aktuální údaje z meteočidel a u některých i záběr z kamery
- odkaz na cyklistickou mapu Prahy na webu města
- odkaz „Bezpečně na kole“, vedoucí na neexistující stránku na webu BESIP
- odkaz na slovník cyklistické infrastruktury na Portálu hl. m. Prahy
- odkaz na stránku „S kolem MHD“ na webu Dopravního podniku hl. m. Prahy
- odkaz na „Informace pro cyklisty“, což je v podstatě stránka s tímtéž menu ze starší verze webu, obsahují i odkazy např. na různé konkrétní projekty cyklostezek, průzkumy cyklistické dopravy, technické požadavky na jízdní kola atd.

Krom toho má web ještě vpravo nahoře ve formě ikonky se symbolem tří vodorovných čar odkaz na jiné, rolovací menu.
- Novinky (zpravidla tiskové zprávy o významnějších uzavírkách, řazené chronologicky bez možnosti řazení i filtrování)
- Jak si zařídit (zábory, stavební činnost, náhrady škod, odtažené vozidlo, ale též odkaz na službu TSK-INFO, která po registraci umožňuje objednat si e-mailová avíza o blokovém čištění, obsazenosti P+R a tisková prohlášení TSK)
- Pro odborníky (dopravně-inženýrské služby, dopravně-informační centrum, silniční laboratoř, zkušební provoz tunelu Blanka, školení řidičů, publikace a mapy).
- O společnosti (kontaktní údaje, loga, povinné informace pro příspěvkovou organizaci i pro TSK a.s., poskytování informací, etický kodex, GDPR, FAQ, projekty EU, organizační struktura, orgány společnosti, veřejné zakázky, veřejné soutěže)
- TSK-INFO (služba e-mailových avíz)
- Kontakty.

Ve výroční zprávě za rok 2017 TSK uvedla, že se chce v roce 2018 zaměřit na vylepšení aplikace a webu zmente.to (který však neprovozuje) a ráda by vylepšila a modernizovala své internetové stránky. Ve skutečnosti aplikace zmente.to v roce 2018 navzdory mnoha podnětům nijak zlepšena nebyla a web TSK zůstal v poněkud nedokončeném nekonzistentním stavu.

## Hospodaření a obrat
TSK a.s. nemá žádné dlouhodobé závazky nad 5 let splatnosti či závazky k úvěrovým institucím.[zdroj⁠?!] Vlastní kapitál TSK činil ke konci roku 2017 182,614 milionů Kč
Převážná část tržeb TSK je za plnění smlouvy s hlavním městem Prahu o správě komunikací a dalšího majetku. V roce 2017 TSK utržila za správní činnosti v rámci této smlouvy přes 340 milionů Kč a za zajištění provozu majetku, investice, opravy a provádění běžné, zimní či letní údržby pro hl. m. Prahu přes 3,3 miliardy Kč. Za dodávky zboží pro zimní údržbu utržila TSK 10 milionů Kč. Čistý obrat činil 3,674 606 miliard Kč, zisk před zdaněním 55,976 milionů Kč, tj. 48,389 milionu po zdanění.
V prosinci 2019 v souvislosti s vyhlášením výsledků pravidelné ankety webu Výmoly.cz odhadla TSK vnitřní dluh na komunikacích v Praze přibližně na dvacet miliard korun. Na rok 2020 měla na údržbu a opravy v rámci běžných výdajů investičního úseku předpokládaný rozpočet 1,633 miliardy korun a na výstavbu nové dopravní infrastruktury nebo její přípravu až 2,855 miliardy korun.